# Saint-Maurice-lès-Charencey
Saint-Maurice-lès-Charencey település Franciaországban, Orne megyében. Lakosainak száma 480 fő (2018. január 1.). Saint-Maurice-lès-Charencey Armentières-sur-Avre, Beaulieu, L’Hôme-Chamondot, Marchainville, Moussonvilliers, Normandel és La Poterie-au-Perche községekkel határos.

## Népesség
A település népessége az elmúlt években az alábbi módon változott:
| Lakosok száma | 536  | 498  | 838  | 484  | 480  |
|               | 2013 | 2015 | 2016 | 2017 | 2018 |